# Andrzej Wroński
Andrzej Adam Wroński (Kartuzy, 8 ottobre 1965) è un ex lottatore polacco.
Ha partecipato a quattro edizioni dei giochi olimpici (1988, 1992, 1996 e 2000) conquistando complessivamente due medaglie.

## Palmarès
Olimpiadi
- 2 medaglie:
  - 2 ori (lotta greco-romana - pesi massimi a Seul 1988, lotta greco-romana - pesi massimi a Atlanta 1996).